# 斑皇鸠
斑皇鸠（学名：Ducula bicolor），又名黑袖鴿，一种分布于东南亚及印度尼科巴群岛和安达曼群岛等地的鸽形目鸟类，隶属于鸠鸽科皇鸠属。